# Rapax Team
Il Rapax Team, precedentemente conosciuta come  Piquet Sports, è stata una scuderia automobilistica italiana, che competeva nella GP2 Series.

## Storia

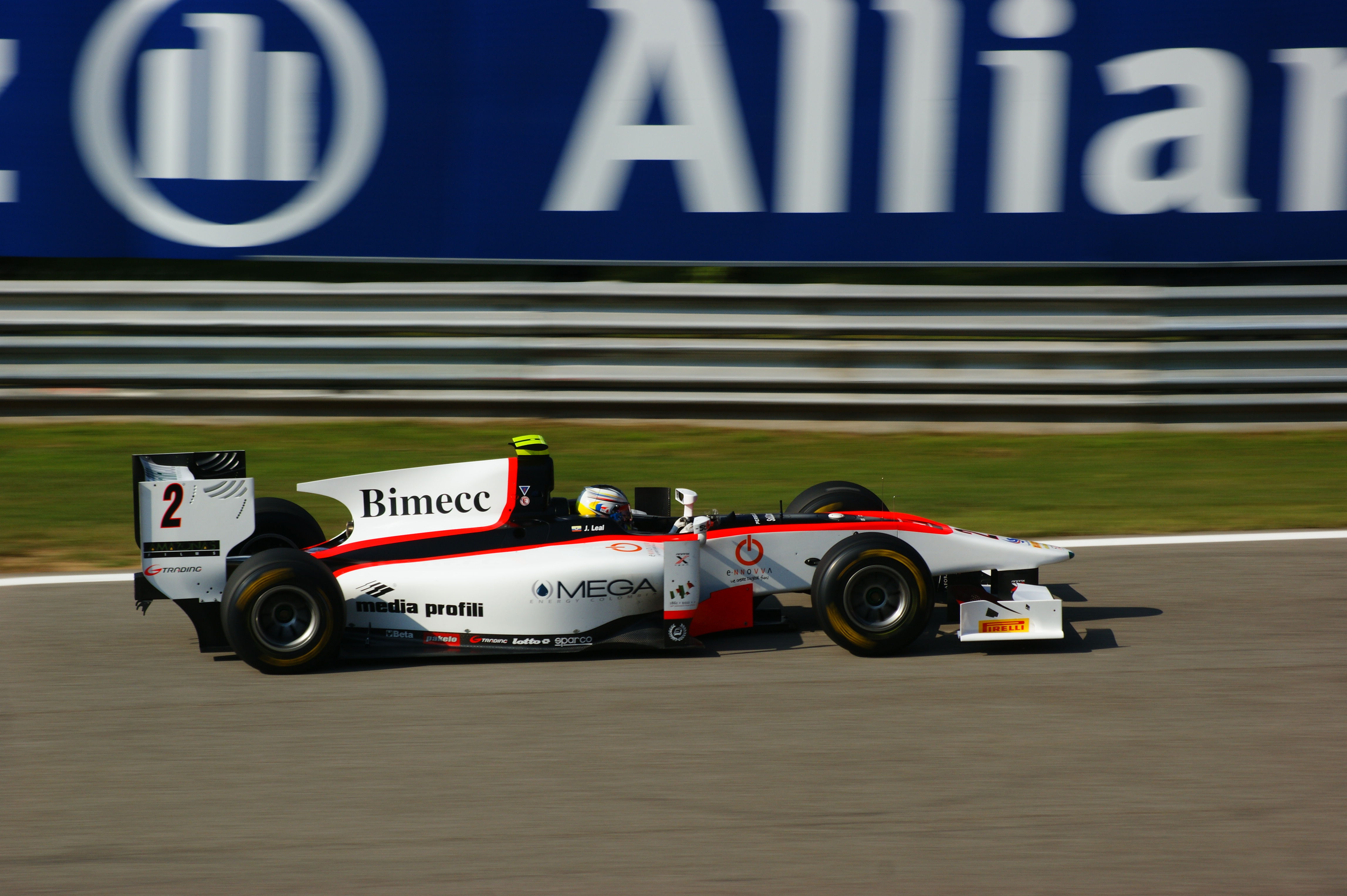
Julián Leal a Monza nel 2011

Il team fu creato nel 2000 dal brasiliano tre volte campione del mondo di Formula 1 Nelson Piquet e, dopo aver intrapreso l'impegno nella GP2 Series nel 2005, nel 2007 fu rinominato in  Minardi Piquet Sports, dopo l'unione con la scuderia italiana  GP Racing, fondata da Tancredi Pagiaro nel 1997. Nel 2008, la parola "Minardi" è stata rimossa dal nome e la scuderia ha corso prima come  Piquet Sports e poi come Piquet GP.
Dal novembre 2009, nel momento in cui Piquet uscì completamente dalla scuderia, il team viene rinominato  Rapax Team, dal nome dell'omonima legione romana.
Nella stagione 2010 si registrarono due importanti risultati, cioè la vittoria del titolo piloti con Pastor Maldonado e quella nella classifica riservata ai team. Nel 2011 corre sia in GP2 Asia, con piloti Fabio Leimer e Julián Leal, ottenendo la sesta posizione in campionato, sia in GP2 Series, sempre con gli stessi piloti: alla fine arrivò decima con 8 punti ed una vittoria di Leimer a Barcellona.

### GP Racing
GP Racing è stata fondata nel 1997 da Tancredi Pagiaro per competere nel Campionato Italiano Formula Tre. Il team ha poi debuttato nel campionato internazionale FIA International Formula 3000 nel 1998 con Cyrille Sauvage. Nel 1999, con due auto, i piloti sono Fabrizio Gollin e Giovanni Montanari, Gastón Mazzacane e Laurent Delahaye. Tuttavia nessuno dei piloti è riuscito a ottenere punti.
Verso la fine del 1999, si è iscritta nella F3000 italiana con una sola auto guidata da Thomas Biagi, che ha finito la stagione 4º. Nel 2000, Gabriele Gardel è entrato nel team accanto a Biagi. È stata una stagione piuttosto deludente, con un sesto nel campionato squadre. Sia Biagi che Gardel continuarono nel 2001. Biagi ebbe una stagione buona, con la prima vittoria del team a Donington. Gardel arrivò nono, mentre la squadra arrivò seconda nel campionato. Nel 2002 la squadra è 4º su 14 squadre in classifica costruttori con Alessandro Piccolo e Martin Basso piloti. Nel 2003, per il terzo anno consecutivo, GP Racing ha partecipato all'Euroseries 3000 con promettenti giovani talenti al volante: l'italiano Fabrizio Del Monte, il russo Roman Rusinov e il giovane belga Maxime Hodencq, che ha sostituito Rusinov per le ultime due gare. Del Monte è secondo nella classifica piloti e GP Racing è terzo nei costruttori. Nel 2004, GP Racing ha confermato la sua posizione al vertice nel Superfund Euro 3000 con Tor Graves, Del Monte e Hodencq con una terza vettura per la squadra. Il titolo è scivolato dalle mani di Del Monte, durante l'ultima gara per un solo punto. Una collisione sfortunata con Graves all'inizio dell'ultimo giro dell'ultima gara ha tolto la gioia di vincere il titolo meritato a Fabrizio e a GP Racing.
Nel 2005 partecipa al Campionato Italiano F3000 con la Lola BO2/50 guidata da Del Monte e dal debuttante Juan Cáceres che ha chiuso la stagione 5º. Alex Lloyd e Toni Vilander hanno sostituito Del Monte. GP Racing è terzo nel campionato squadre. Il team ha anche partecipato al campionato LMES con Promec (una sola gara a Monza).
Nel 2006, collabora con Gian Carlo Minardi per formare il Team Minardi by GP Racing, gareggiando con buoni risultati nella nuova F3000. Cáceres è rimasto con la squadra al fianco di Christiano Rocha anche se nessuno dei due ha completato la stagione. Pur avendo non meno di 6 piloti per tutta la stagione, la squadra si è assicurata il 2º posto in classifica squadre. Roldán Rodríguez, Diego Nunes, Davide Rigon e Fausto Ippoliti hanno completato la stagione, mentre Rocha ha guidato per la squadra una terza vettura. Rocha terminato la stagione in 4º, mentre Rodríguez e Cáceres 6º e 7º rispettivamente.

## Risultati

### GP2 Series
| GP2 Series | GP2 Series         | GP2 Series        | GP2 Series | GP2 Series | GP2 Series | GP2 Series | GP2 Series | GP2 Series | GP2 Series |
| Stagione   | Vettura            | Piloti            | Gare       | Vittorie   | Pole       | Gpv        | Punti      | C.P.       | C.S.       |
| ---------- | ------------------ | ----------------- | ---------- | ---------- | ---------- | ---------- | ---------- | ---------- | ---------- |
| 2005       | Dallara-Mecachrome | Nelson Piquet Jr. | 23         | 1          | 0          | 0          | 46         | 8º         | 6º         |
| 2005       | Dallara-Mecachrome | Alexandre Negrão  | 23         | 0          | 0          | 0          | 4          | 19º        | 6º         |
| 2006       | Dallara-Mecachrome | Nelson Piquet Jr. | 21         | 4          | 6          | 3          | 102        | 2º         | 2º         |
| 2006       | Dallara-Mecachrome | Alexandre Negrão  | 21         | 0          | 0          | 0          | 13         | 13º        | 2º         |
| 2007       | Dallara-Mecachrome | Alexandre Negrão  | 21         | 0          | 0          | 0          | 8          | 20º        | 11º        |
| 2007       | Dallara-Mecachrome | Roldán Rodríguez  | 21         | 0          | 0          | 0          | 14         | 17º        | 11º        |
| 2008       | Dallara-Mecachrome | Pastor Maldonado  | 20         | 1          | 2          | 4          | 60         | 5º         | 3º         |
| 2008       | Dallara-Mecachrome | Andreas Zuber     | 20         | 0          | 0          | 1          | 32         | 9º         | 3º         |
| 2009       | Dallara-Mecachrome | Roldán Rodríguez  | 20         | 0          | 0          | 0          | 25         | 11º        | 7º         |
| 2009       | Dallara-Mecachrome | Alberto Valerio   | 20         | 1          | 0          | 0          | 16         | 15º        | 7º         |
| 2010       | Dallara-Mecachrome | Luiz Razia        | 20         | 0          | 0          | 1          | 28         | 11º        | 1º         |
| 2010       | Dallara-Mecachrome | Pastor Maldonado  | 20         | 6          | 0          | 5          | 87         | 1º         | 1º         |
| 2011       | Dallara-Mecachrome | Fabio Leimer      | 18         | 1          | 0          | 1          | 5          | 14º        | 10º        |
| 2011       | Dallara-Mecachrome | Julián Leal       | 18         | 6          | 0          | 0          | 0          | 27°        | 10º        |
| 2012       | Dallara-Mecachrome | Ricardo Teixeira  | 22         | 0          | 0          | 0          | 0          | 29º        | 9º         |
| 2012       | Dallara-Mecachrome | Tom Dillmann      | 14         | 1          | 0          | 0          | 29         | 15°        | 9º         |
| 2012       | Dallara-Mecachrome | Daniël de Jong    | 8          | 0          | 0          | 0          | 0          | 26°        | 9º         |
| 2012       | Dallara-Mecachrome | Stefano Coletti   | 2          | 0          | 0          | 0          | 2          | 13°        | 9º         |
| 2013       | Dallara-Mecachrome | Fabio Leimer      | 2          | 1          | 1          | 1          | 36*        | 1º*        | 1º*        |
| 2013       | Dallara-Mecachrome | Tom Dillmann      | 2          | 0          | 0          | 0          | 0*         | 15°*       | 1º*        |

* Stagione in corso

### Euro Series 3000
| Euro Series 3000 | Euro Series 3000   | Euro Series 3000 | Euro Series 3000 | Euro Series 3000 | Euro Series 3000 | Euro Series 3000 | Euro Series 3000 |
| Stagione         | Piloti             | Vittorie         | Pole             | Gpv              | Punti            | C.P.             | C.S.             |
| ---------------- | ------------------ | ---------------- | ---------------- | ---------------- | ---------------- | ---------------- | ---------------- |
| 1999             | Thomas Biagi       | 0                | 1                | 0                | 16               | 4º               | 6º               |
| 2000             | Thomas Biagi       | 0                | 0                | 2                | 15               | 5º               | 6º               |
| 2000             | Gabriele Gardel    | 0                | 0                | 0                | 0                | 24º              | 6º               |
| 2001             | Thomas Biagi       | 1                | 2                | 0                | 32               | 2º               | 2º               |
| 2001             | Gabriele Gardel    | 0                | 0                | 1                | 5                | 9º               | 2º               |
| 2002             | Alessandro Piccolo | 1                | 2                | 2                | 28               | 4º               | 4º               |
| 2002             | Martín Basso       | 0                | 0                | 1                | 10               | 8º               | 4º               |
| 2002             | Giovanni Montanari | 0                | 0                | 0                | 1                | 14º              | 4º               |
| 2003             | Roman Rusinov      | 0                | 1                | 0                | 6                | 9º               | 3º               |
| 2003             | Maxime Hodencq     | 0                | 0                | 0                | 0                | 24º              | 3º               |
| 2003             | Fabrizio Del Monte | 1                | 0                | 1                | 31               | 2º               | 3º               |
| 2004             | Fabrizio Del Monte | 3                | 1                | 1                | 45               | 2º               | 3º               |
| 2004             | Maxime Hodencq     | 0                | 0                | 0                | 3                | 11º              | 3º               |
| 2004             | Tor Graves         | 0                | 0                | 0                | 0                | 16º              | 3º               |
| 2005             | Fabrizio Del Monte | 0                | 0                | 0                | 15               | 8º               | 3º               |
| 2005             | Alex Lloyd         | 0                | 0                | 0                | 5                | 16º              | 3º               |
| 2005             | Toni Vilander      | 1                | 1                | 1                | 23               | 4º               | 3º               |
| 2005             | Juan Cáceres       | 0                | 0                | 0                | 20               | 5º               | 3º               |
| 2006             | Christiano Rocha   | 1                | 0                | 0                | 51               | 4º               | 2º               |
| 2006             | Roldán Rodríguez   | 1                | 2                | 2                | 36               | 6º               | 2º               |
| 2006             | Diego Nunes        | 0                | 0                | 0                | 6                | 15º              | 2º               |
| 2006             | Juan Cáceres       | 0                | 2                | 0                | 28               | 7º               | 2º               |
| 2006             | Davide Rigon       | 0                | 0                | 0                | 8                | 14º              | 2º               |
| 2006             | Fausto Ippoliti    | 1                | 0                | 0                | 15               | 12º              | 2º               |
| 2007             | Davide Rigon       | 5                | 4                | 6                | 108              | 1º               | 1º               |
| 2007             | Diego Nunes        | 4                | 1                | 1                | 77               | 2º               | 1º               |
| 2008             | Roldán Rodríguez   | 2                | 0                | 0                | 26               | 8º               | 2º               |
| 2008             | Pastor Maldonado   | 1                | 0                | 1                | 11               | 12º              | 2º               |
| 2008             | Fabrizio Crestani  | 3                | 0                | 2                | 49               | 5º               | 2º               |
| 2008             | Fabio Onidi        | 2                | 0                | 6                | 58               | 2º               | 2º               |